# John Tengberg

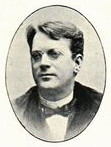
John Tengberg ur Svenskt porträttgalleri, XVI. Tidningsmän.

John Gustus Carson Tengberg, född den 18 juni 1857 i Skövde, död 18 juni 1895 i Adolf Fredriks församling i Stockholm, var en svensk redaktör och författare.
John Tengberg medverkade i en lång rad tidningar och tidskrifter. I bokform utgav han bland annat Några Dikter (1890) och Till Jul. Strödda ungdomsrim (1891). För övrigt 1894 även  Kända Märken inom visan och kupletten, som innehåller porträtt och biografier och ett urval alster av nio då populära humorister, inklusive honom själv. En visa som han skrivit om Sveriges städer trycktes 1892 i Axel Ivar Ståhls visbok och var riksbekant på sin tid.